# 남인
남인(南人)은 조선 붕당정치의 당파로, 조선 중기 이후 동인이 북인과 남인으로 분파되면서 발생했다. 남인과 북인은 서인에서 갈라진 노론, 소론과 함께 사색당파를 형성했다.
본래 류성룡(柳成龍) 등이 서울의 남산 부근에 살았고, 또한 류성룡이 영남 출신이었기 때문에 남인이라 불렀다. 건저의 문제(1591)로 몰락한 서인들에 대한 처결방법론에 이견으로인해 동인이 분열하며 남인이라는 붕당이 태동했다. 임진왜란(1592) 이전에 집권세력이었으나 전란중에 북인에게 정계의 주도권을 빼았겼다. 인조반정(1623)때에 서인과 야합하여 정계에 복귀했으며 기사환국(1689)때 삼정승 모두를 차지하며 정권을 잡았으나 5년후 갑술환국(1694)때 몰락한다. 영조와 정조 임금대에 채제공, 정약용을 비롯 조정에 다시 복귀하여 실학과 천주교 도입에 중요한 역할을 했지만 순조 임금 신유박해(1801)때 완전히 몰락하였다. 이후 조선은 당파보다 세도정치로 조선멸망까지 나라를 이끌며 일제강점기를 맞이 하였다.

## 태동과 구성

### 사림파의 정계 진출
성종은 훈구파를 견제하기 위해서 사림을 중용하였다. 사림은 3차례의 사화로 큰 화를 입었으나 서원을 중심으로한 지역세력을 바탕으로 재기하여 끓임없이 중앙정계에 진출하였다. 명종 말년에 문정왕후와 윤원형의 사망으로 훈구와 척신정치는 종말을 고하고 선조대에 이르러 사림파가 조정을 장악하게 되었다. 사림파 내부의 갈등은 이조정랑(吏曹正郞) 자리 문제를 놓고 다투며 본격적으로 표면화되며 붕당정치가 시작 되었다.
본래 붕당(朋黨)형성은 범죄행위였으나 정치란 소인배를 배제한 군자들이 주도해야 한다는 성리학의 붕당관(朋黨觀)을 조정을 장악한 사림(士林)들이 받아들이면서 선조때부터 붕당이 형성되기 시작한 것이다.  

### 동인에서 분당
이조전랑 자리를 놓고 다툰 1575년 동서분당 사건으로 사림파가 분열하여 동인과 서인이라는 붕당이 생겼다. 서인과 대립하던 동인은 조선 선조 때 일어난 정철의 건저의 사건을 계기로 정철의 처벌에 대해 상대적으로 온건론을 내세운 남인과 강경파인 북인으로 다시 나뉘게 되었다. 즉, 1591년(선조 24년) 서인 정철이 건저의 사건으로 파직되자 서인 배척에 온건했던 동인 일파가 남인이다. 

### 남인과 북인
남인의 영수 우성전이 남산(南山)에 살아서 남인으로, 강경파(북인)의 영수 이산해가 강북에 살았기 때문에 북인으로 불리었다. 남인은 초기에는 우성전(禹性傳), 이덕형, 류성룡, 김성일, 후기에는 윤휴, 허목(許穆), 허적(許積), 목내선(睦來善 ), 권대운(權大運)등이 영도하였다. 학문적으로는 조식을 따르는 선비들은 북인을, 이황의 학파는 남인을 구성했다.

## 변화
북인은 선조의 사망과 광해군의 등극으로 집권당이 되었으나 인조반정으로 몰락하여 소수파가 되었고, 이후 동인의 전통은 인조 반정 때 서인을 지지하여 살아남은 남인이 대부분 잇게 되었다. 그러나 효종, 현종 연간에 율곡과 우계의 문묘종사 논쟁과 예송 논쟁 과정에서 남인 강경파인 허목, 윤선도, 윤휴 등은 송시열을 맹렬하게 공격하여 갈등을 증폭시켰다.
1674년 갑인예송때 남인은 서인을 실각시켰으나 서인 배척 문제로 강경한 청남(淸南)·온건한 탁남(濁南)으로 분열되었다. 청남에는 허목, 윤선도, 윤휴, 오시수, 홍우원 등이 있으며 탁남에는 허적, 권대운, 민암, 목내선, 김덕원, 민종도 등이 속하였다. 
그 뒤 인현왕후 폐위, 장희빈 중전 옹립, 인현왕후 복위 등으로 서인들과 대결하며 3차례의 환국끝에 1694년 갑술환국때 몰락하고 서인에게 정권을 넘겨주고 말았다. 영조와 정조 대에는 탕평책에 따라 등용되었는데, 이 시기 남인의 영수는 채제공이었으며 이 시기의 대표적인 인물은 이승훈, 안정복, 정약용, 권철신, 이가환 등이 있다. 이들은  실학파 형성과 천주교도입에서 중요한 역할을 하였다. 
그러나 1800년 6월 정조 승하 이후 발생한 정순왕후의 신유박해, 1801년(순조 1) 신유사옥 때 대사간(大司諫)으로서 영의정 심환지(沈煥之), 형조판서 목만중 등 남인(南人)의 시파(時派) 계열의 천주교도들에 대한 탄압하며 서학을 반대하던 남인 공서파(攻西派)와 신서파(信西派)의 크고 작은 갈등이 지속 되었다. 
신서파는 황사영백서(黃嗣永帛書)사건을 결정적 계기로 대대적인 숙청과 재기불능에 가까울 정도로 몰락하고 말았다. 이후 펼쳐진 세도 정치 아래서 중앙 정계에서 완전히 밀려나 재야에 머물었다. 
조선 멸망후 일제강점기에는 독립운동가로 활약한 남인들이 상당수 있었다. 

## 사상과 강령
남인의 정치 이념과 강령은 기본적으로 유교, 성리학이었다. 그러나 허목 등은 도교와 노장사상에도 관심이 있었고, 유형원, 이익 등은 청나라의 고증학과 실리 사상을 추구하여 실학 사상을 잉태하기도 했다. 이는 성리학과는 정면 배치되는 사상이라 남인 당내에서도 이론의 여지가 있었다.
18세기에 오면 이승훈이 천주교를 받아들인 이래 권철신, 이가환, 정약용 등이 천주교 사상을 받아들였다. 그러나 천주교 사상을 좋지 않게 생각하는 세력이 등장하였으며 이를 천주교를 받아들인 신서파와 구별하여 공서파라 부른다. 윤지충, 권상연 등의 위패 소각 사건을 계기로 벌어진 신해박해(1791), 황사영백서의 공서파가 두드러졌다.
인조 반정 이후에도 남인은 거의 오랜 기간 야당화를 겪었으므로 남인은 성리학을 당의 주요 강령으로 삼았으나, 남인내 일부는 실학과 천주교 등 다른 사상에서 사상적 기반을 찾으려는 시도를 하게 된다.

## 같이 보기
- 북인
- 서인
- 동인
- 전우치

## 소속 인물
| - 김명원 - 김성일 - 김응남 - 이언적 - 이원익 - 심희수 - 윤승훈 - 정경세 - 정온 - 유형원 - 윤선도 | - 윤휴 - 이현일 - 민암 - 이서우 - 장희재 - 허목 - 김덕원 - 목내선 - 민점 - 민희 - 목만중 | - 오시수 - 권대운 - 허견 - 오정창 - 이원정 - 홍우원 - 허적 - 유혁연 - 이인좌 - 정사효 |

## 참고자료
- 이덕일 (2000년 9월 5일). 《송시열과 그들의 나라》. 서울: 김영사. ISBN 9788934905028.
- 이 문서에는 다음커뮤니케이션(현 카카오)에서 GFDL 또는 CC-SA 라이선스로 배포한 글로벌 세계대백과사전의 "〈양반관료의 재분열〉" 항목을 기초로 작성된 글이 포함되어 있습니다.